# Бесчерепные
Бесчерепны́е (лат. Acrania) — подтип хордовых животных, включающий единственный класс ланцетников (Leptocardii). Относятся к наиболее примитивным хордовым животным. Обитают исключительно в морях. В отличие от других хордовых — оболочников и позвоночных — бесчерепные сохраняют основные признаки этого типа (хорду, нервную трубку и жаберные щели) в течение всей жизни. Головной отдел тела не обособлен, нервная трубка не делится на головной и спинной мозг, череп отсутствует (отсюда название). К бесчерепным относятся всего около 30 видов.

## Общая характеристика
Бесчерепные — исключительно морские животные, широко представленные в шельфовых водах. В большинстве случаев малоподвижные. Погружаются в донный песок передним концом тела, таким образом защищая себя.
Тело небольшое, длиной 5—8 см, рыбообразное, метамерное, тонкое и полупрозрачное. Головы нет, тело состоит из туловища и хвоста. Парные конечности отсутствуют, вместо них имеются медиальные плавники. Наружный скелет отсутствует. Осевым скелетом служит хорда — упругий, плотный и эластичный тяж из особой соединительной ткани. Эпидермис однослойный. Имеются дорсолатеральные мышцы, сегментированные в виде миотомов. Целом энтероцельный, редуцирован в глоточном отделе — там развита атриальная полость. Хорда постоянная, палочковидная, тянется от головного конца к хвосту.
Питание бесчерепных в значительной мере происходит пассивно. Пищеварительный тракт сквозной, глотка широкая, с многочисленными постоянными жаберными щелями. Питание осуществляется фильтрованием. Кишечник прямой и не разделён на отделы. Дыхание осуществляется одновременно с питанием, при этом газообмен происходит в сосудах межжаберных перегородок. Кровеносная система замкнутая, относительно примитивна и представлена артериальными и венозными сосудами, в отличие от позвоночных не имеют сердца. Дыхательных пигментов, таких как гемоглобин, нет. Имеется система воротной вены печёночного выроста. Выделение осуществляется многочисленными (до 90 пар) нефридиями, расположенными в районе глотки. Имеется спинной нервный тяж в форме трубы, без ганглиев и мозга. Дорсальные и вентральные нервные корешки не соединяются.
Особи различаются по полу. Половые гонады многочисленны, метамерно повторяются. Выводных протоков нет. Бесполого размножения нет. Оплодотворение наружное, в морской воде.

## Эволюция
Существует немного информации о предках современных бесчерепных, так как они плохо сохраняются из-за отсутствия у них костных или хрящевых частей. Вероятно, предшественники бесчерепных были свободно плавающими, не имели атриальной полости и их хорда не доходила до головного окончания тела. Эта группа дала начало двум ветвям: одна сохранила свободноплавающий образ жизни и привела к позвоночным, а другая начала вести малоподвижный или роющий образ жизни и привела к бесчерепным. Иная точка зрения говорит о том, что ланцетники — неотенические формы существовавших ранее прикреплённых ко дну животных, которые приспособились к размножению в личиночной стадии. Из древнейших бесчерепных известна пикайя.
Считается, что их сравнительно простое строение даёт представление о строении предков позвоночных, а изучение строения важно для понимания принципов организации хордовых.

## Классификация
Бесчерепные включают один современный класс ланцетников (Leptocardii), который представлен одним семейством ланцетниковых (Branchiostomidae) и тремя родами. Всего подтип насчитывает около 30 современных видов.
По данным сайта Fossilworks, в состав подтипа также включают 2 вымерших рода: Palaeobranchiostoma и Yunnanozoon.

## Комментарии
1. ↑  Атриальная полость — околожаберная полость, которая образуется в результате срастания боковых складок на теле ланцетника.